# 明祖陵
明祖陵是明朝开国皇帝朱元璋于1385年（洪武十八年）为其高祖父（玄皇帝）、曾祖父（恒皇帝）修建的衣冠塚，这里亦是其祖父朱初一（裕皇帝）的实际埋葬地。位于泗州城北杨家墩，即今江苏省淮安市盱眙县境内，淮河以北的洪泽湖畔。清朝康熙年间被洪泽湖淹没，直到1966年洪泽湖的枯水季节方又露出水面。1976年，进行了初步的整理發掘；1980年，国家文物局、江苏省文化厅拨款进行修复。原有享殿、配殿早已不存。在2011年5月又因乾旱而又重见天日。
陵前尚有神道石刻、华表若干保存至今。现陵区总面积为35.1万平方米，围堤栽种松、柏、杨、柳等树木九千七百余株，并新建曲拱桥一座和陈列室五间。

## 事件
2011年5月以来江淮一带遭逢大旱，洪泽湖水位连续下降已近死水位。祖陵9个拱门、拱下的横梁和甬道顶端大部分深埋在潭底淤泥下，仅露出一个轮廓。考虑到文物出土后的保护问题。隨後灌水淹沒。

## 争议
尽管20世纪90年代末国家文物局原则上支持明祖陵南红门的复建，而2004年3月盱眙县有关部门将复建计划的材料上报至江苏省文化厅时，有关文物专家认为南红门仅存部分遗迹，具体原貌已不可考，而上报准备重建的南红门体量过大，不符合文物保护的“原真性”原则，因而否定了该方案，然而盱眙县早已于2月18日启动了该工程，并于5月竣工。